# Liste der Baudenkmale in Engden
In der Liste der Baudenkmale in Engden sind alle Baudenkmale der niedersächsischen Stadt Engden aufgelistet. Die Quelle der Baudenkmale ist der Denkmalatlas Niedersachsen. Der Stand der Liste ist der 19. November 2022.

## Allgemein
In den Spalten befinden sich folgende Informationen:
- Lage: die Adresse des Baudenkmales und die geographischen Koordinaten. Kartenansicht, um Koordinaten zu setzen. In der Kartenansicht sind Baudenkmale ohne Koordinaten mit einem roten Marker dargestellt und können in der Karte gesetzt werden. Baudenkmale ohne Bild sind mit einem blauen Marker gekennzeichnet, Baudenkmale mit Bild mit einem grünen Marker.
- Bezeichnung: Bezeichnung des Baudenkmales
- Beschreibung: die Beschreibung des Baudenkmales. Unter § 3 Abs. 2 NDSchG werden Einzeldenkmale und unter § 3 Abs. 3 NDSchG Gruppen baulicher Anlagen und deren Bestandteile ausgewiesen.
- ID: die Objekt-ID des Baudenkmales
- Bild: ein Bild des Baudenkmales, ggf. zusätzlich mit einem Link zu weiteren Fotos des Baudenkmals im Medienarchiv Wikimedia Commons. Wenn man auf das Kamerasymbol klickt, können Fotos zu Baudenkmalen aus dieser Liste hochgeladen werden:

| Lage                                                          | Bezeichnung                              | Beschreibung | ID       | Bild           |
| ------------------------------------------------------------- | ---------------------------------------- | ------------ | -------- | -------------- |
| Dorfstraße 52° 23′ 29″ N, 7° 10′ 25″ O                        | St. Antonius Abbas                       |              | 36050396 | Weitere Bilder |
| Dorfstraße 52° 23′ 29″ N, 7° 10′ 44″ O                        | Speicher                                 |              | 36050373 | BW             |
| Dorfstraße 7 52° 23′ 32″ N, 7° 10′ 34″ O                      | Backhaus                                 |              | 36050421 | BW             |
| (Groß Limbeck) Drieworden 16 52° 22′ 22″ N, 7° 12′ 54″ O      | Backhaus                                 |              | 36050139 | BW             |
| (Groß Limbeck) Drieworden 16 52° 21′ 35″ N, 7° 11′ 49″ O      | Speicher                                 |              | 36050185 | BW             |
| (Drieworden) Emsbürener Straße 10 52° 22′ 22″ N, 7° 12′ 54″ O | Wohn-/ Wirtschaftsgebäude                |              | 36050139 | BW             |
| (Drieworden) Emsbürener Straße 10 52° 22′ 20″ N, 7° 12′ 53″ O | Backhaus                                 |              | 36050162 | BW             |
| Emsbürener Weg 21 52° 23′ 30″ N, 7° 10′ 45″ O                 | Wohnhaus                                 |              | 36050679 | BW             |
| Flödderweg 52° 23′ 34″ N, 7° 9′ 46″ O                         | Hof Theißing (Windmühle)                 |              | 36050653 | BW             |
| Friedhofsweg 52° 23′ 16″ N, 7° 10′ 21″ O                      | Pastorengrabstelle                       |              | 36050114 | BW             |
| Friedhofsweg 52° 23′ 16″ N, 7° 10′ 21″ O                      | Pastorengrabstelle (Einfriedung)         |              | 36050773 | BW             |
| Nordhorner Straße 52° 23′ 24″ N, 7° 10′ 1″ O                  | Wegekapelle                              |              | 36050444 | BW             |
| Nordhorner Straße 52° 23′ 24″ N, 7° 10′ 1″ O                  | Statue                                   |              | 36050753 | BW             |
| Nordhorner Straße 2 52° 23′ 43″ N, 7° 8′ 54″ O                | Hof Mönch (Schafstall)                   |              | 36050631 | BW             |
| Schulstraße 4 52° 23′ 31″ N, 7° 10′ 2″ O                      | Hof Theißing (Wohn-/ Wirtschaftsgebäude) |              | 36050653 | BW             |
| Schulstraße 4 52° 23′ 30″ N, 7° 10′ 0″ O                      | Hof Theißing (Stall)                     |              | 36050527 | BW             |
| Schulstraße 4 52° 23′ 31″ N, 7° 10′ 3″ O                      | Hof Theißing (Nebengebäude)              |              | 36050498 | BW             |
| Schulstraße 4 52° 23′ 31″ N, 7° 10′ 4″ O                      | Hof Theißing (Nebengebäude)              |              | 36050468 | BW             |
| Schulstraße 19 52° 23′ 29″ N, 7° 10′ 23″ O                    | Pfarrhaus                                |              | 36050585 | BW             |
| Schüttorfer Straße 1 52° 22′ 50″ N, 7° 11′ 59″ O              | Backhaus                                 |              | 36050258 | BW             |
| Schüttorfer Straße 2 52° 22′ 45″ N, 7° 12′ 11″ O              | Backhaus                                 |              | 36050281 | BW             |
| (Drieworden) Schüttorfer Straße 12 52° 22′ 9″ N, 7° 12′ 48″ O | Backhaus                                 |              | 36050730 | BW             |
| Schüttorfer Straße 17 52° 23′ 15″ N, 7° 10′ 29″ O             | Schulte Südhoff (Schmiede)               |              | 36050327 | BW             |
| Schüttorfer Straße 17 52° 23′ 14″ N, 7° 10′ 29″ O             | Schulte Südhoff (Nebengebäude)           |              | 36050208 | BW             |
| Schüttorfer Straße 17 52° 23′ 14″ N, 7° 10′ 38″ O             | Schulte Südhoff (Schafstall)             |              | 36050232 | BW             |
| Vechtetalweg 52° 22′ 35″ N, 7° 11′ 26″ O                      | Vechte-Wehr (Schützenwehr)               |              | 36050703 | BW             |
| Vechtetalweg 52° 22′ 35″ N, 7° 11′ 26″ O                      | Vechte-Wehr (Brücke)                     |              | 36050795 | BW             |
| Vechtetalweg 52° 22′ 34″ N, 7° 11′ 26″ O                      | Vechte-Wehr (Geländer)                   |              | 36050819 | BW             |
| Woestendiek 10 52° 23′ 52″ N, 7° 10′ 48″ O                    | Scheune                                  |              | 36050608 | BW             |